# Marmoladský ledovec
Marmoladský ledovec (italsky Ghiacciaio della Marmolada) se nachází na severní stěně nejvyšší hory Dolomitů Marmolady. Rozkládá se v provinciích Trento a Belluno na hranicích regionů Trentino-Alto Adige a Benátska v Itálii. Tento poměrně plochý ledovec je jediný v Dolomitech, této části Alp. Vodu z něj odvádí řeka Avisio, jež je přítokem Adiže.

## Historie
Během první světové války vedla frontová linie mezi italskými a rakouskými vojsky přes Marmoladu. Tehdy rakouští vojáci postavili v ledovci tunely, z nichž vytvořili „ledové město“ značných rozměrů. V údolí pod ledovcem později vzniklo muzeum těchto bojů nazvané Museum Velké války na Marmoladě (Museo della Grande Guerra in Marmolada).